# Waramin (Verwaltungsbezirk)
Waramin (persisch شهرستان ورامین) ist ein Schahrestan in der Provinz Teheran im Iran. Er enthält die Stadt Waramin, welche die Hauptstadt des Kreises ist.

## Demografie
Bei der Volkszählung 2016 betrug die Einwohnerzahl des Kreises 283.742. Die Alphabetisierung lag bei 87,2 Prozent der Bevölkerung. Knapp 81 Prozent der Bevölkerung lebten in urbanen Regionen.
| Zensusjahr | Einwohnerzahl |
| ---------- | ------------- |
| 2011       | 296.032       |
| 2016       | 283.742       |